# Mark Sheppard

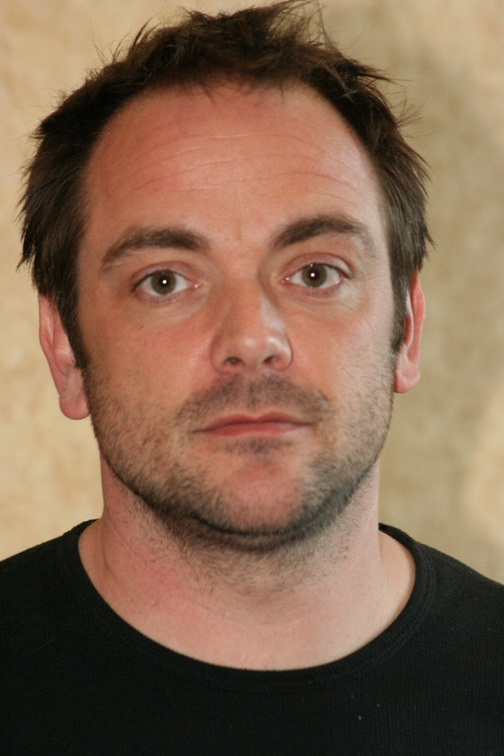
Sheppard en 2007

Mark Andreas Sheppard (Londres, Inglaterra; 30 de mayo de 1964) es un actor y músico británico. Es hijo del también actor William Morgan Sheppard.

## Vida personal
Sheppard es el hijo del actor W. Morgan Sheppard. Se casó con Jessica, el 6 de marzo de 2004. Jessica anunció que se iban a divorciar en 2014. Tienen dos hijos en común, llamados Max y William. A principios de diciembre de 2014, Sheppard comenzó a salir con Sarah Louise Fudge, una heredera minera de Australia, después de conocerla en una convención de su serie, Supernatural. Se comprometieron el 20 de agosto de 2015 y contrajeron matrimonio el 9 de noviembre de 2015, en Denver, Colorado. El 26 de septiembre de 2015 anunciaron que estaban esperando su primer hijo juntos, una niña. Su hija, Isabella Rose, nació el 1 de marzo de 2016.

### Música
A los 15 años se convirtió en músico profesional y ha gozado de muchos años como artista de grabación y de gira con bandas como Robyn Hitchcock,  Television Personalities y el grupo irlandés Light a Big Fire. Mark fue el batería en el segundo álbum de Light a Big Fire. Como músico de sesión, grabó álbumes para muchos grupos en toda Europa, y, finalmente, trasladándose a los Estados Unidos,.

### Televisión
Su trabajo en televisión incluye el episodio "Fire" de The X-Files, una participación de un año en la serie de acción de Jerry Bruckheimer Soldier of Fortune, como actor invitado y papeles recurrentes en The Practice, El hombre invisible, Special Unit 2, JAG, Star Trek: Voyager, The Chronicle, Monk, Las Vegas, CSI: Nueva York, Chuck CSI: Crime Scene Investigation y White Collar , entre otros. Mark interpretó a un demonio llamado Arnón en un episodio titulado "Witches in Tighs" en la serie de televisión Charmed . Interpretó a Badger, un jefe del crimen de estilo barriobajero semi-cómico en la efímera serie de Joss Whedon Firefly y posteriormente apareció de nuevo en otra producción de Joss Whedon, Dollhouse, interpretando al superior de Paul Ballard en el FBI. Ha aparecido como villano en la quinta temporada de la serie de FOX 24  y, como un asesino serial, némesis del personaje de Patricia Arquette en Médium .Él apareció como Romo Lampkin en las temporadas tres y cuatro de Battlestar Galactica, y tuvo un papel recurrente como el criado Neville, en el show de culto de corta duración ABC Family The Middleman. Se le ha visto como Anthony Anthros en la versión de 2007 de La mujer biónica, como personaje antagonista en Leverage, como el rey del infierno Crowley en Supernatural , y como el ladrón de bancos Tom Prescott en un episodio de Burn Notice . Apareció en el episodio piloto de la serie estadounidense White Collar como un maestro falsificador malvado y en la serie de NBC Chuck como el director de una organización criminal. Más recientemente, apareció en la serie de Syfy Warehouse 13 como Regent Benedict Valda. Aparece en 2011 en dos episodios de Doctor Who: "The Impossible Astronaut"  y "Day of the Moon", interpretando el personaje Canton Everett Delaware III.  Esta fue la primera vez que Sheppard había aparecido en una serie de televisión británica. En octubre de 2013, Sheppard volvió a White Collar, repitiendo su papel de 2009 como el maestro falsificador Curtis Hagan.

### Cine
Sus créditos cinematográficos incluyen a Jim Sheridan en la película En el nombre del padre, protagonista junto a Daniel Day-Lewis y Emma Thompson como Paddy Armstrong, uno de los cuatro de Guildford; la comedia romántica Lover's Knot; el drama histórico ruso Out of the Cold; el thriller Unstopable; y, con Heather Graham y Jeremy Sisto, en el oscuro film independiente Broken. También actuó en Megalodon y Nueva Alcatraz .
Mark Sheppard dirigió a su padre W. Morgan Sheppard en Room 101 y coprotagonizó con él la película de suspenso psicológico Nether World, que el más joven Sheppard también coprodujo. Su padre también interpretó la versión anterior del personaje de su hijo los episodios mencionados de Doctor Who y "NCIS ".

### Doble casting
Tres veces Sheppard se ha fundido con su padre como el mismo personaje, cada uno interpretando el mismo personaje en diferentes edades. "Canton Everett Delaware III" en el episodio de  Doctor Who " El astronauta imposible ";  el criminal de guerra Mercin Jarek también conocido como "Sr. Pain" en el episodio de NCIS  "Broken Bird";  e interpretando al Capitán Nemo en la película de 2012 Jules Verne's Mysterious Island, que Mark Sheppard también dirigió.

## Filmografía

### Películas
| Año  | Título                                                                          | Personaje                | Notas         |
| ---- | ------------------------------------------------------------------------------- | ------------------------ | ------------- |
| 1993 | In the Name of the Father                                                       | Paddy Armstrong          |               |
| 1995 | Lover's Knot                                                                    | Nigel Bowles             |               |
| 1997 | Soldier of Fortune                                                              | Christopher 'C.J.' Yates |               |
| 1997 | Nether World                                                                    | California               |               |
| 1999 | Out of the Cold                                                                 | Fang                     |               |
| 2002 | Farewell, My Love                                                               | M.J                      |               |
| 2001 | Lady in the Box                                                                 | Doug Sweeney             |               |
| 2001 | Lost Voyage (Viaje sin Retorno)                                                 | Ian Fields               |               |
| 2001 | New Alcatraz (BOA)                                                              | Yuri Breshcov            |               |
| 2002 | Megalodon                                                                       | Mitchell Parks           | Vídeo         |
| 2003 | Murder, She Wrote: The Celtic Riddle (Se ha escrito un crimen: El Enigma Celta) | Hombre en coche          | No acreditado |
| 2003 | Deep Shock                                                                      | Chomsky                  |               |
| 2004 | Evil Eyes                                                                       | Peter                    |               |
| 2004 | Unstoppable                                                                     | Leitch                   |               |
| 2006 | Broken                                                                          | Malcolm                  |               |
| 2011 | XTinction: Predator X                                                           | Dr. Charles LeBlanc      |               |
| 2012 | Mysterious Island                                                               | Capitán Nemo joven       |               |
| 2012 | War of the Worlds: Goliath                                                      | Sean O'Brien             | Voz           |
| 2013 | Sons of Liberty                                                                 | Ackley                   |               |

### Series de Televisión
| Año       | Título                         | Personaje                                                     | Notas |
| --------- | ------------------------------ | ------------------------------------------------------------- | --- |
| 1992-1993 | Silk Stalkings                 | Eddie Bryce / Eric                                            | Episodio: "In Too Deep" como Eric (1992) / Episodio: "Schemes Like Old Times" como Eddie Bryce (1993)                                       |
| 1993      | The X-Files                    | Bob / Cecil L'Ively                                           | Episodio: "Fire" |
| 1995      | M.A.N.T.I.S                    | C. Flayton Ruell                                              | Episodio: "Spider in the Tower" |
| 1997-1998 | Soldier of Fortune, Inc.       | Christopher 'C.J.' Yates                                      | 20 episodios |
| 1999      | Sliders                        | Jack                                                          | Episodio: "Net Worth" |
| 1999      | Martial Law                    | Clay Sullivan                                                 | Episodio: "Thieves Among Thieves" |
| 1999      | The Practice                   | Eddie Wicks                                                   | Episodio: "Day in Court" |
| 2000      | Star Trek: Voyager             | Leucon                                                        | Episodio: "Child's Play" |
| 2000      | JAG                            | Director Adjunto de Operaciones Aéreas / Joven General Parker | Episodios: "A Separate Peace: Part 1" & "A Separate Peace: Part 2" (Sin acreditar)                                                          |
| 2001      | El hombre invisible            | Yuri Gregorov                                                 | Episodio: "Diseased" |
| 2001      | The Chronicle                  | Nitro                                                         | Episodio: "Bring Me the Head of Tucker Burns"                                                                                               |
| 2001      | Special Unit 2                 | El Camaleón                                                   | Episodio: "The Skin" |
| 2001-2002 | V.I.P.                         | Nero                                                          | Episodios: "A.I. Highrise" & "48 1/2 Hours"                                                                                                 |
| 2002      | UC: Undercover                 | Mitchell Reeves                                               | Episodio: "Manhunt" |
| 2002      | Charmed                        | Arnon                                                         | Episodio: "Witches in Tights" |
| 2002      | CSI: Crime Scene Investigation | Rod Darling                                                   | Episodio: "The Hunger Artist" |
| 2002      | Firefly                        | Badger                                                        | Episodios: "Serenity" & "Shindig" |
| 2003      | Fastlane: Brigada especial     | Ronan Dennehy                                                 | Episodio: "Simone Says" |
| 2003      | Jake 2.0                       | Hartman                                                       | Episodio: "Whiskey - Tango - Foxtrot" |
| 2004      | Las Vegas                      | George Beckwahr                                               | Episodio: "Degas Away with It" |
| 2005      | Monk                           | Chris Downey                                                  | Episodio: " Mr. Monk vs. the Cobra" |
| 2005      | CSI: Nueva York                | Kevin Hannigan                                                | Episodio: "Hush" |
| 2005-2006 | Medium                         | Dr. Charles Walker / Jack Walker                              | Episodios: "Doctor's Orders", "Penny for Your Thoughts" & "Blood Relation" as Dr. Charles Walker. Episodio: "Blood Relation" as Jack Walker |
| 2006      | 24                             | Ivan Erwich                                                   | 6 Episodios, temporada 5. |
| 2006      | Sin rastro                     | Ioannis 'Johnny' Patani                                       | Episodio: "Requiem" |
| 2007      | La Mujer Biónica               | Anthony Anthros                                               | 3 Episodios |
| 2007-2009 | Battlestar Galactica           | Romo Lampkin                                                  | 6 Episodios |
| 2008      | Shark                          | Rupert Stone                                                  | Episodio: "One Hit Wonder" |
| 2008      | In Plain Sight                 | Russell                                                       | Episodio: "Para Serge with Love" |
| 2008      | El intermediario               | Criado Neville                                                | Episodios: "The Clotharian Contamination Protocol" & "The Palindrome Reversal Palindrome" (2 episodios)                                     |
| 2008-2012 | Leverage                       | Jim Sterling                                                  | 10 Episodios |
| 2009      | NCIS                           | Joven Sr. Pain                                                | Episodio: "Broken Bird" |
| 2009      | Burn Notice                    | Tom Prescott                                                  | Episodio: "Bad Breaks" |
| 2009      | Dollhouse                      | Tanaka                                                        | Episodios: "The Target ", "Man on the Street" & "Omega" (3 episodios)                                                                       |
| 2009      | CSI: Crime Scene Investigation | Dimitri Sadesky                                               | Episodio: "The Lost Girls" |
| 2009-2014 | White Collar                   | Curtis Hagen                                                  | 5 Episodios |
| 2009-2014 | Almacén 13                     | Benedict Valda                                                | 6 Episodios |
| 2009-2017 | Supernatural                   | Crowley/Fergus Rodrick MacLeod                                | Elenco recurrente (temporada 5–9); Elenco principal (temporada 10-12) serie de TV The CW (70 episodios)                                     |
| 2010      | Chuck                          | Ring Director                                                 | Episodios: "Chuck Versus the American Hero" & "Chuck Versus the Other Guy" (2 episodios)                                                    |
| 2011      | Doctor Who                     | Canton Delaware                                               | Episodios: "The Impossible Astronaut" & "Day of the Moon" (2 episodios)                                                                     |
| 2011      | Prime Suspect                  | Blackjack Mullins                                             | Episodio: "A Gorgeous Mosaic" |
| 2017      | MacGyver                       | Falso Dr. Zito / Jason Tennant                                | Episodio "Cigar Cutter" |
| 2019      | Doom Patrol                    | Willoughby Kipling                                            | Elenco recurrente, serie de TV Max |
| 2022-2023 | Walker: Independence           | Nathaniel Hagan                                               | Elenco recurrente, serie de TV The CW (5 episodios)                                                                                         |